# Emperor: Rise of the Middle Kingdom
Emperor: Rise of the Middle Kingdom (Император: Рассвет Поднебесной) — компьютерная игра в жанре экономической стратегии, разработанная компанией Impressions Games и изданная Sierra Entertainment в 2002 году.

## Описание
Игра «Император» является продолжением серии игр City Building и посвящена развитию города в Древнем Китае. Она охватывает более трёх тысяч лет истории. Игра начинается с династии Ся (неолит, 2205—1766 гг. до н. э.), затем охватывает династии Шан и Чжоу (1700—249 гг. до н. э.), эпоху воюющих царств, династию одного императора Цинь, Хань (206 г. до н. э. — 220 г. н. э.), смутное время, Суй, Тан (618—907 гг. н. э.), пятидинастье, династию Сун и заканчивается на вторжении монголов Чингисхана в 1211 г.

## Графика и совместимость
Игра поддерживает два графических разрешения — 800x600 и 1024x768. Есть возможность играть в оконном режиме. Используется высококачественная  изометрическая графика.
Игра запускается на Windows 7 и 64-разрядных системах. Проблем в совместимости замечено не было.

## Нововведения и изменения по сравнению с «Цезарем 3»
Император является продолжением градостроительного симулятора Caesar III. Место действий переместилось из древнего Рима в древний Китай. Кроме этого, в игру было внесено много изменений, в частности в сам геймплей.

### Жильё
Жильё было разделено на два несвязанных класса — на простое жильё и жильё богачей. Теперь простое жильё никогда не сможет превратиться в жильё богачей или патрициев, как это было в Цезаре 3.
Простое жильё имеет фиксированный размер 2*2. В «Цезаре 3» могла быть одна клетка.
Элитное жильё имеет размер 4*4.

### Управление пешеходами
Главной проблемой «Цезаря 3» были префекты и инженеры, так как их перемещения было невозможно контролировать. В «Императоре» эту проблему решили, введя в игру «Заграждения» для пешеходов. Заграждения имеются двух видов:
Застава — перекрывает движение всем пешеходам, кроме грузчиков и инспекторов (префектов), бегущих на тушение пожара.
Ворота — строятся в меню эстетики. Более функциональные. Можно настроить на пропуск инспекторов, торговцев, служащих, в отдельности.

### Доступность информации
Теперь советники снабжают игрока большим числом информации. К примеру:
- количество свободного места в городе для иммигрантов (сколько может ещё въехать в построенные дома);
- мощность производства питания (сколько людей смогут прокормить сельское хозяйство и импортируемые продукты питания, а не только размер запасов, лежащих в хранилищах).

## Строительство
Строительство Города начинается естественно с дороги. Ни одно здание не будет работать без доступа к дороге, а жилые кварталы не будут получать «Услуги» и функционировать в принципе.

### Жилые кварталы
Ни один город не может обойтись без жителей. А для серии «City Building» развитие жилых кварталов является основной задачей развития города. Чем сильнее развит жилой район, тем больше жителей в нём проживает. Это облегчает оказание услуг и повышает эффективность рабочей силы. Ведь услуги, по существу, оказываются «жилым кварталам» вне зависимости от числа проживающих там, и чем больше жителей, тем эффективней работают службы. А от эффективности использования трудовых ресурсов зависит и успех игры.
По мере развития жилого квартала увеличивается и потребность жителей в различных товарах и услугах. И наоборот, строительство и производство товаров, не востребованных в данный момент у населения, есть пустая трата денег и трудовых сил.

### Развитие города
Город — это многофункциональная инфраструктура, целью которой является поддержание жизни общества. Для успешного развития города необходимо эффективно использовать трудовые и финансовые ресурсы.
Все начинается с небольшой лачуги: базового жилья в поселении игрока. Для функционирования лачуги нужно немногое — всего лишь доступ к дороге и башня инспектора, дабы первое жильё не сгорело. Каждая лачуга даёт приют 7 жителям. Если построить колодец, лачуги трансформируются в хижины. Две первые ступени развития жилья сравнительно дёшевы, для их обеспечения требуется всего 9 человек (колодец, инспектор). При этом можно довести население города до 580 человек, построив одну большую улицу. Но долго они у игрока не задержатся: им потребуется работа. Тут стоит обратить внимание на торговлю. Без получения стабильного дохода будущее города будет туманным.
Для начала торговли нужно нажать на глобус в правом нижнем углу на панели управления. Игрок переместится на карту Империи, где показаны все города. После этого можно послать всем городам предложения о торговле, некоторые из них не согласятся. После того как предложения отправлены, стоит дождаться, когда эмиссары доберутся до городов и сообщат результат.

## Отзывы
| Сводный рейтинг | Сводный рейтинг |
| Агрегатор       | Оценка          |
| --------------- | --------------- |
| GameRankings    | 76,76 %         |

Рейтинг игры на агрегаторе рецензий Metacritic составляет 77 %. Emperor получил в основном положительные обзоры игровых изданий.